# Tamo Aí na Atividade (canção)
Tamo Aí na Atividade é o segundo single de trabalho do álbum Tamo Aí na Atividade, da banda Charlie Brown Jr..
Essa música foi cantada pela banda no show que a banda fez quando o Santos Futebol Clube recontratou o jogador Robinho, em 2010.
Essa música fez muito sucesso no TikTok em uma "trend".

## Desempenho nas Paradas Musicais
| Ano  | Single                 | Charts      | Charts         | Charts       | Charts    | Charts        | Charts | Charts | Álbum                |
| Ano  | Single                 | BRA Hot 100 | BRA Hit Parade | BRA Year End | Bill. BRA | Bill. Pop BRA | HSPN   | POR    | Álbum                |
| ---- | ---------------------- | ----------- | -------------- | ------------ | --------- | ------------- | ------ | ------ | -------------------- |
| 2004 | "Tamo Aí na Atividade" | 2           | 1              | —            | —         | —             | 17     | —      | Tâmo Aí na Atividade |